# ANTIQUE 96
『ANTIQUE 96』（アンティーク96）は、1995年11月1日に発売されたピチカート・ファイヴ通算1作目のSONY MUSIC（当時はCBS ⁄ SONY）時代のベスト・アルバム。

## 解説
ソニー時代の4枚のオリジナル・アルバム（『カップルズ』、『ベリッシマ』、『女王陛下のピチカート・ファイヴ』、『月面軟着陸』）のリマスタリングによる再発に併せ企画されたソニー時代のアンソロジー。選曲・監修は当時ディレクターだった河合マイケルが担当し、小西康陽が“マイケルへのメッセージ”と題したライナーノーツを担当。ブックレットには左ページに小西のライナー、右ページに各アルバムのジャケットのトリミングを掲載。
M-2「皆笑った」は廣瀬修による“New Mix”、M-16「ラヴァーズ・ロック」はマッド・プロフェッサーによるリミックス・ヴァージョンで、それぞれ収録された。また、M-15「セックス・マシーン」は『月面軟着陸』収録のオリジナルではカット・アウトで次曲とつなげられていたが、今作ではフェード・アウトで収録されている。また、後にオリジナル・ラヴのレパートリーとして再レコーディングされる「夜をぶっとばせ」も収録を予定していたが、このベスト盤への収録について田島貴男の側から許可がもらえなかったため、本盤には未収録となっている。

## アートワーク、パッケージ
初回仕様は着せ換えジャケット付きの三方背BOX。初回出荷分ではM-6が「アパートの鍵」ではなく「連載小説」の曲表記と歌詞が印刷されていたため、次回分からは正しい曲名と歌詞に差し替えられた。

## 収録曲
1. キスキス・バンバン kiss kiss,bang! bang!  –  (4'11")
詞 / 曲：小西康陽
2. 皆笑った (New Mix) they all laughed  –  (3'26")
詞：小西康陽、曲：高浪慶太郎
3. サマータイム・サマータイム summertime, summertime  –  (3'30")
詞 / 曲：小西康陽
4. 七時のニュース seven o'clock news  –  (2'24")
詞：小西康陽、曲：鴨宮諒
5. 憂鬱天国 my blue heaven  –  (3'33")
詞 / 曲：小西康陽
6. アパートの鍵 the apartment  –  (3'28")
詞：小西康陽、曲：高浪慶太郎
7. 惑星 planets  –  (4'04")
詞：小西康陽、曲：田島貴男
8. 誘惑について temptation talk  –  (4'20")
詞：小西康陽、曲：田島貴男
9. ワールド・スタンダード world standard  –  (4'12")
詞：小西康陽、曲：高浪慶太郎
10. これは恋ではない this can't be love  –  (4'43")
詞 / 曲：小西康陽
11. 新ベリッシマ bellissima '90  –  (2'59")
詞 / 曲：小西康陽
12. 恋のテレビジョン・エイジ t.v.a.g.  –  (4'05")
詞 / 曲：小西康陽
13. リップ・サーヴィス lip service  –  (4'33")
詞：田島貴男 + 小西康陽、曲：田島貴男
14. 衛星中継 satellite hour  –  (4'52")
詞 / 曲：小西康陽
15. セックス・マシーン sex machine  –  (4'58")
詞 / 曲：小西康陽
16. ラヴァーズ・ロック (MAD PROFESSOR’S REMIX) lovers rock (mad professor's remix)  –  (4'55")
詞：小西康陽、曲：高浪慶太郎
17. 眠そうな二人 two sleepy people  –  (4'43")
詞 / 曲：小西康陽

- ℗ 1986(1), 1987(3)-(6), 1988(7)-(10), 1989(11)-(14), 1990(15)(17), 1995(2)(16)
- Sony Music Entertainment (Japan) Inc.

## クレジット
| ANTIQUE 96 / PIZZICATO FIVE                                      |
|                                                                  |
| PRODUCED BY 河合マイケル (Sony Records)                          |
| EXECUTIVE PRODUCER : 渡辺純一 (Sony Records)                     |
| ASSOCIATE PRODUCER : 寺川知紀 (Fuji Pacific)                     |
| A&R : 井上敦史 (Sony Records)                                    |
|                                                                  |
| 「皆笑った」 REMIXED BY 廣瀬修 (Heart Beat)                      |
| 「ラヴァーズ・ロック」 REMIXED BY MAD PROFESSOR                  |
| MAD PROFESSOR COORDINATED BY 西澤真理子 (M&I Company)            |
|                                                                  |
| MASTERED BY BOBBY HATA (Disc Lab)                                |
|                                                                  |
| ART DIRECTOR : 信藤三雄 (C.T.P.P.)                               |
| DESIGNER : 北山雅和 (C.T.P.P.)                                   |
| PRODUCTION CO-ORDINATOR : 三木孝浩 (SMC)、大熊和恵 (SMC)         |
| PROMOTION STAFF : 宇田明則 (Sony Records)                        |
|                                                                  |
| SPECIAL THANKS :                                                 |
| 飯塚龍太郎、報雅堂、ワンダフル・ワールド、グレイテスト・ヒッツ、 |
| ケイ・ミュージック、佐々木麻美子                                 |
|                                                                  |
| PIZZICATO FIVE '87~'90                                           |
| 小西康陽、高浪慶太郎、鴨宮諒                                     |
| 佐々木麻美子、田島貴男、野宮真貴                                 |

## リリース日一覧
| 地域 | リリース日    | レーベル     | 規格 | カタログ番号 | 備考                                          |
| ---- | ------------- | ------------ | ---- | ------------ | --------------------------------------------- |
| 日本 | 1995年11月1日 | Sony Records | CD   | SRCL 3370    | 初回は着せ換えジャケット付きの三方背BOX仕様。 |